# Bugatti Type 1
Pour les articles homonymes, voir Bugatti (homonymie).
Les Prinetti & Stucchi Type 1 ou Bugatti Type 1 sont les premiers véhicules tricycles et quadricycles à moteur historiques du constructeur de vélo italien Prinetti & Stucchi (en), conçus et produits à quelques exemplaires par Ettore Bugatti de 1898 à 1900,.

## Histoire
Le fabricant de vélo Prinetti & Stucchi se lance en 1899 dans la fabrication de tricycles et quadricycles à moteur, sous licence De Dion-Bouton, motorisés par un, deux, ou quatre moteurs mono-cylindres De Dion-Bouton de quelques chevaux.

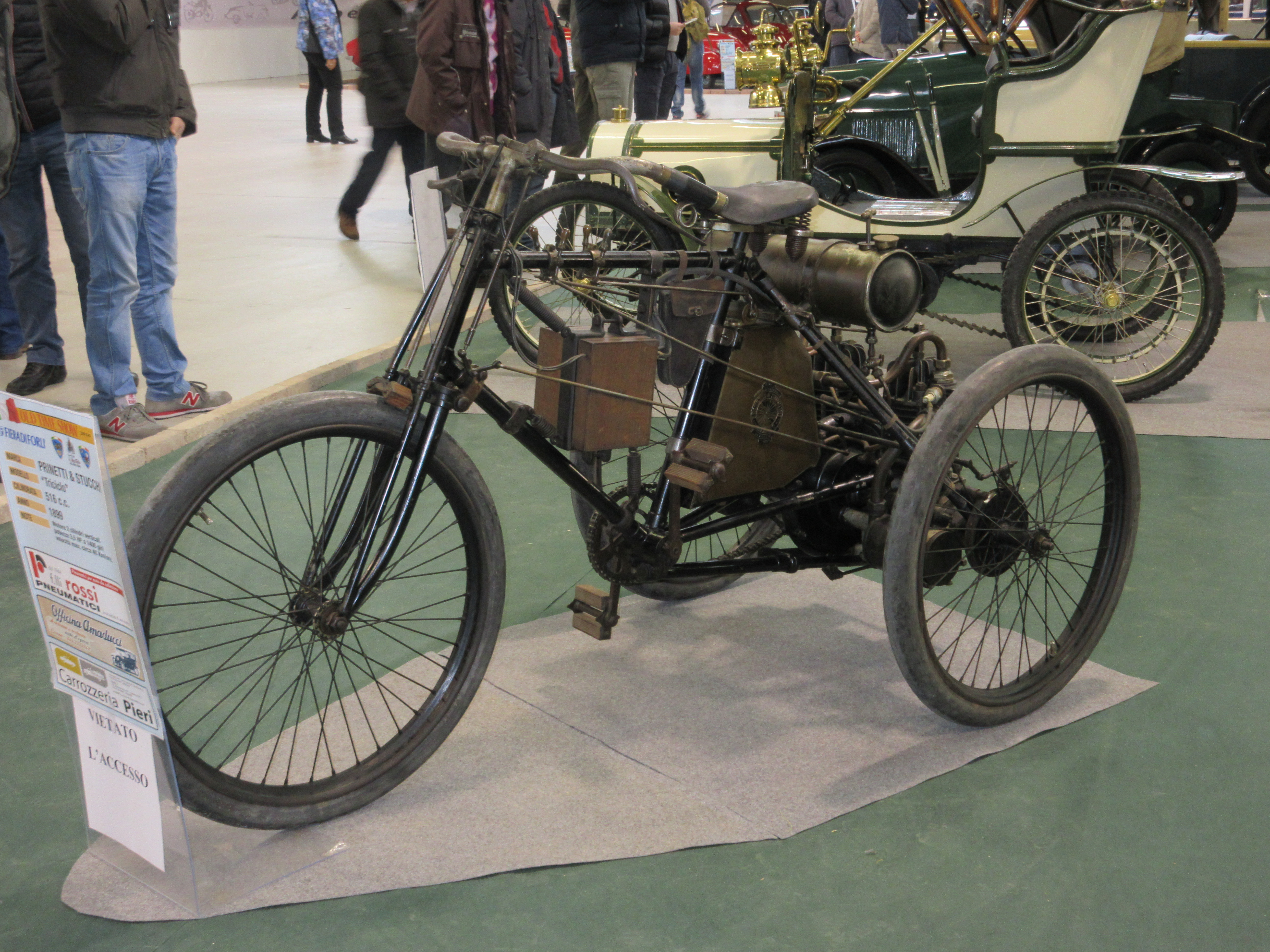
Tricycle bimoteurs Prinetti & Stucchi (1899)
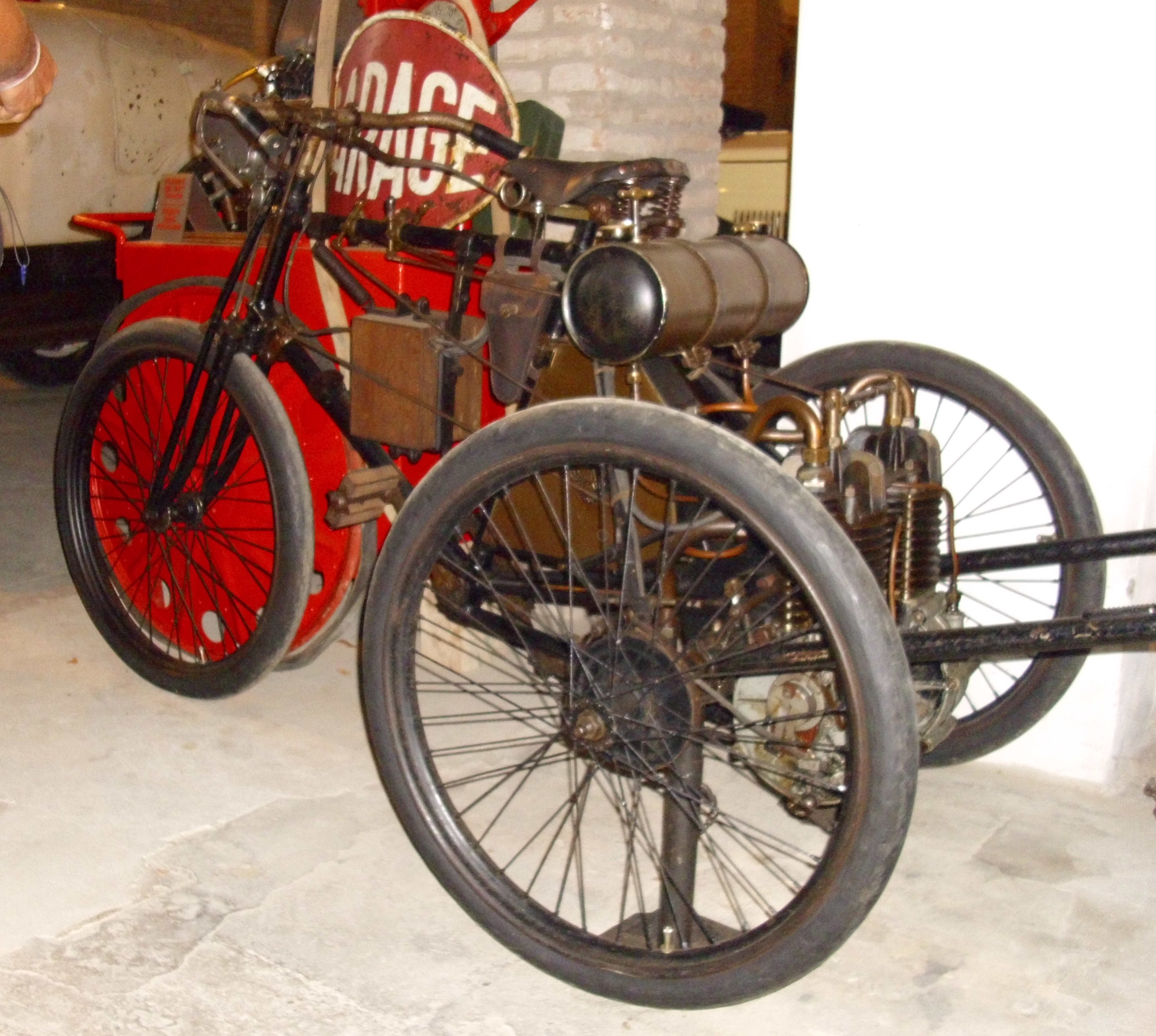
Tricycle bimoteurs (1899)
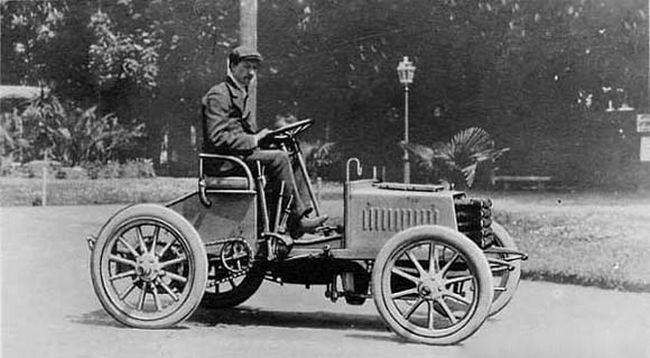
Ettore Bugatti et sa Bugatti Type 2 en 1901

Après avoir tenté l'Académie des beaux-arts de Brera de Milan (d'où est originaire sa famille d'artiste) Ettore Bugatti commence sa carrière de pilote-fabricant de voiture de sport en 1898, à l'âge de 17 ans, chez ce fabricant de vélo de Milan, où il participe activement à l'élaboration de ses premiers véhicules motorisés (nommés depuis « Bugatti Type 1 »), avec lesquels il remporte lui même entre autres la course Brescia-Vérone-Brescia de 1899.
Il rencontre les frères Gulinelli de Ferrare en 1900, avec qui il fonde à l'age de 19 ans la société Bugatti & Gulinelli (de) à Milan, pour concevoir et fabriquer sa première Bugatti Type 2, à moteur 4 cylindres en ligne 8 soupapes OHV de 3 litres de cylindrée, pour 12 ch et environ 65 km/h de vitesse de pointe (une des voitures les plus performantes de l'époque). 

## Palmarès partiel
- 1899 : victoire de la course Brescia-Vérone-Brescia, par Ettore Bugatti.

## Quelques concurrentes de l'époque
Benz Patent Motorwagen (1885), Daimler Reitwagen (1885), Daimler Motorkutsche (1886), Daimler Stahlradwagen (1889), Peugeot Type 1 (1889), tricycles et quadricycles à moteur De Dion-Bouton (années 1890), Daimler Schroedter-Wagen (1892), Benz Velo (1994), Ford Quadricycle (1896), Indian single (1901), Harley-Davidson 1 (1905), cyclecar (années 1910)...